# Bonaventura Frigola i Frigola
Bonaventura Frígola i Frígola (Castelló d'Empúries, 19 de novembre de 1829 – Barcelona, 3 de desembre del 1901) va ser violinista, director d'orquestra i compositor.

## Biografia
Frígola nasqué a Castelló d'Empúries en el si d'una família de gran tradició musical, fill de Ramon Frígola i Carreras, músic, i Teresa Frígola i Foixà naturals de Castelló d'Empúries. El seu germà Bartomeu -professor de música i regidor de l'ajuntament de Roses-, i els seus cosins Bonaventura i Narcís Frígola i Fajula foren també músics reconeguts. Les primeres lliçons de música les va rebre a Castelló de la mà del mossèn Jaume-Joan Lleys i Agramont, alhora que aprenia violí amb el seu pare. El 1847 es va traslladar a Barcelona i continuà allà els seus estudis musicals.

### Barcelona i París
A Barcelona exercí de segon violí a l'orquestra del Teatre del Liceu mentre estudiava composició, tot i que no trigà gaire a esdevenir concertino. Tres anys més tard hom li oferí la direcció musical d'una companyia de ballet de París, on també actuà de violinista i director de diversos teatres. El 1851 aprofità l'estada a la capital francesa per ampliar la seva formació estudiant al Conservatori Nacional de París, que a partir del 1841 obrí les portes a estudiants estrangers autoritzats pel ministeri de Belles Arts; a banda de Frígola, en pocs anys hi passaren altres grans músics catalans com Isaac Albéniz, Gabriel Balart, Joan Bautista Pujol, Blai Maria Colomer entre altres).

### Retorn i exercici de mestre de capella a Barcelona
Tornant de França fou mestre de capella del monestir de Sant Esteve de Banyoles, i el 1854 de l'església del seu Castelló natal. Restriccions pressupostàries vinculades a la Desamortització espanyola, feren, que per guanyar-se la vida, viatgés de nou a França el 1858. Primer es trasllada a Le Havre, on escriví Cantata avec choeurs et soli (1868), i en el bienni 1880-1881 va reprendre els seus estudis al Conservatori de París.
L'any 1881 tornà a Barcelona on creà, juntament amb el pianista i editor Joan B. Pujol, un cicle de concerts amb una orquestra de 120 músics, que aquell mateix any faria dinou concerts al nounat Teatre Líric del banquer Evarist Arnús i de Ferrer, concerts que a vegades dirigí el mateix Frígola. El 2 de setembre del mateix 1881, va ser elegit de manera unànime per ocupar la plaça vacant de mestre de capella de la basílica de la Mercè de Barcelona, càrrec on obtingué força anomenada i que mantingué fins a la seva mort.
Entre els seus deixebles trobem el compositor Càndid Candi,a Castelló d'Empúries; a Barcelona formà el músic i fundador d'una nissaga musical Joaquim Cassadó i Valls, que el succeiria a la basílica en morir; i el gran tenor gironí Amador Famadas.

## Obra
La seva producció musical, de preferència destinada al servei de la Capella, responia a una estètica i a una correcció de formes ben definides i clàssiques». El corpus de composicions de Frígola està format sobretot per música eclesiàstica, però també escriví simfonies, suites per a orquestra i nombroses sardanes.
Algunes de les seves obres es conserven als fons musicals de la catedral-basílica del Sant Esperit de Terrassa, de l'església parroquial de Sant Esteve d'Olot i de la basílica de Santa Maria de Castelló d'Empúries.

### Llistat d'obres
- Alabanza a la santísima Virgen, per a cor a dues veus amb acompanyament d'harmònium o orgue
- Cantata avec choeurs et soli (1868)
- Cántico a la Santísima Virgen, per a cor amb acompanyament d'harmònium o orgue
- Deus meus, Deus meus (1889), salm
- Dolor, per a piano
- Dormid, mi buen Jesús. Dormiu, bon Jesuset, per a cor a tres veus amb acompanyament d'harmònium o piano
- Himno a la Santísima Virgen, per a cor a 2 veus amb acompanyament d'harmònium o piano
- Jesús á los pecadores. Jesús als pecadors, per a cor a tres veus amb acompanyament d'harmònium o piano. Amb lletra de Jacint Verdaguer
- Una lágrima: elegía (1886), per a orquestra
- Minueto (1881), per a orquestra de corda
- Missa (1886), dedicada a la confraria de la Minerva
- Missa (1888), a cinc veus, dos cors i gran orquestra
- Missa coral de Rèquiem (1882)
- Missa de Glòria (1888), per a gran orquestra
- Non Non, cançó de Nadal (1884), per a cor i solista
- Ojos azules: capricho, per a piano
- Parce Domine (1899)
- Peccantem me quotidie, responsori a tres veus amb acompanyament d'orgue o harmònium
- Pie Jesu: impromtu, per a veu i piano
- Piedad (1890)
- Piedad Dios Bondadoso (1887), per a tiple o tenor i cor
- Piedad Señor (1894)
- Plegaria: Aria coreada para soprano ó tenor con acompañamiento de violoncello, contrabajo y armonium
- Preludio y Salve, a dues veus amb violí, violoncel i harmònium o orgue
- Quinteto en Mi (1884), per a conjunt de corda
- Quinteto en La (1884)
- Rèquiem (1884), per a orquestra i cor
- Responsorio de difuntos (1883), per a tres veus i orgue o harmònium
- Rosario, per a dues veus amb acompanyament de piano o orgue
- Rupomain (1896)
- Salve, a dues veus i cor amb acompanyament de violins, violoncel i harmònium
- Salve, a dues veus amb acompanyament d'harmònium, arpa o piano
- salve, per a arpes
- Salve, per a violins
- Salve (1897), per a violins
- Salve Montserratina (1899)
- Salvum fac
- seguidillas, per a piano, veu i violoncel
- Simfonia en La, per a quintet instrumental
- stella matutina (1888), ofertori per a corn anglès, clarinet, fagot i instruments de corda
- Tota pulchra (1888)
- Veni sponsa christi (1901), himne
- Virolai de la Verge de Montserrat, per a cor, amb lletra de Jacint Verdaguer

### Sardanes
- Nadal
- La pagesa
- La pastora
- La resurrecció dels morts
- La xarlatana

- Sardana llarga (1894), instrumentada per a banda